# Injection intracytoplasmique de spermatozoïde
L'injection intracytoplasmique de spermatozoïde, aussi appelée ICSI (de l'anglais : intracytoplasmic sperm injection), est une technique de fécondation in vitro consistant en la micro-injection d'un spermatozoïde dans le cytoplasme d'un ovocyte mature (au stade de métaphase II de la méiose) grâce à une micropipette. 

## Réalisation

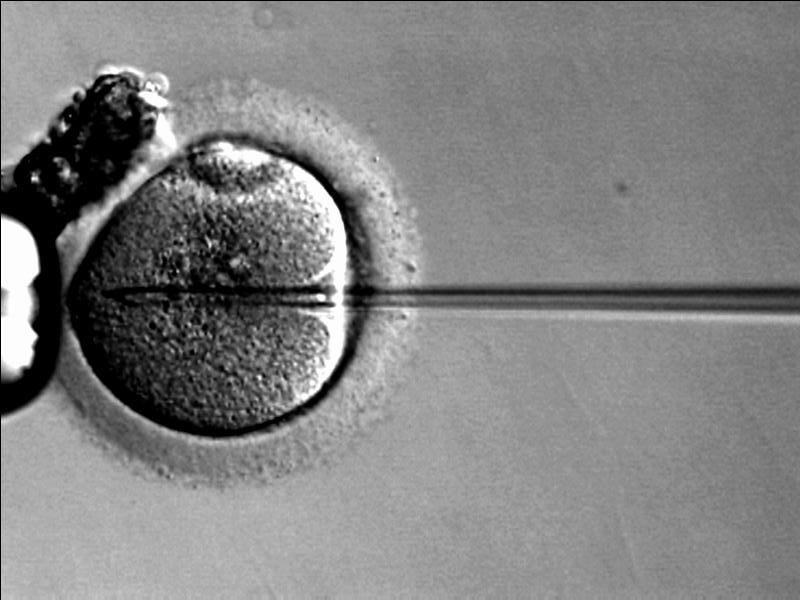
Fécondation in vitro par micro-injection à l'aide d'une micropipette d'un spermatozoïde dans le cytoplasme d'un ovocyte mature.

L'ICSI peut être réalisée avec des spermatozoïdes épididymaires recueillis par ponction en cas d'azoospermie excrétoire. Enfin, il est possible dans certains cas, de réaliser une injection intracytoplasmique de spermatozoïde à partir de spermatozoïdes recueillis à partir d'une biopsie testiculaire.

## Indication
L'ICSI est indiquée en cas d'oligoasthénospermie majeure, de déficit du pouvoir fécondant des spermatozoïdes, d'absence de réaction acrosomique ou de défaut de reconnaissance ovocytaire. Elle est aussi indiquée en cas d'échec de fécondation in vitro. Elle est toujours indiquée dans le cadre d'une utilisation de spermatozoïdes testiculaires ou épididymaires. C'est aussi la technique employée pour produire les embryons qui seront sélectionnés lors du diagnostic préimplantatoire.

## Invention
L'ICSI fut d’abord inventée en Belgique, au centre de médecine de la reproduction de l'université libre néerlandophone de Bruxelles (1992), et reprise en France par Jacques Testart qui obtint le premier nouveau-né ainsi conçu en 1994.

## Procédure
La première étape est la stimulation ovarienne contrôlée pour induire la maturation des ovocytes en vue de leur prélèvement ultérieur. 
Une fois que la présence d'ovocytes "matures" est observée par échographie, un pic de LH (hormone lutéinisante) est induit. Après 36 heures, une ponction ovarienne est effectuée pour extraire les ovocytes "matures". Ces ovocytes n'ont pas encore achevé leur maturation, qui se produit 38 heures après le pic de LH, et ils sont donc laissés quelques heures en culture avant de procéder à la fécondation. 
Après la mise en culture des ovocytes, ceux-ci sont lavés, ce qui consiste à enlever la zone pellucide.
En même temps, les spermatozoïdes sont préparés et extraits le jour même de la ponction. Ils sont placés sur une plaque avec du PVP, qui ralentit le mouvement des spermatozoïdes. Ainsi, une présélection est effectuée, préservant les spermatozoïdes les plus mobiles. Une fois que les spermatozoïdes ont été sélectionnés, la capacitation est induite et le flagelle est rendu inutile. 
Une fois l'ovocyte et le spermatozoïde préparés, ce dernier est approché au moyen de la micropipette et introduit dans l'ovocyte qui était maintenu par une micropipette. 